# Саливан Сити (Тексас)
Саливан Сити (енгл. Sullivan City) град је у америчкој савезној држави Тексас. По попису становништва из 2010. у њему је живело 4.002 становника.

## Демографија
Према попису становништва из 2010. у граду је живело 4.002 становника, што је 4 (0,1%) становника више него 2000. године.
| Група             | 2000.         | 2010.         |
| Белци             | 53 (1,3%)     | 15 (0,4%)     |
| Афроамериканци    | 4 (0,1%)      | 4 (0,1%)      |
| Азијати           | 0 (0,0%)      | 0 (0,0%)      |
| Хиспаноамериканци | 3.944 (98,6%) | 3.986 (99,6%) |
| Укупно            | 3.998         | 4.002         |